# Emuhaya
Emuhaya är ett distrikt i Kenya.   Det ligger i länet Vihiga, i den västra delen av landet, 280 km nordväst om huvudstaden Nairobi.